# 안드레이 오쿤코프
안드레이 유리예비치 오쿤코프(러시아어: Андре́й Ю́рьевич Окунько́в, 영어: Andrei Okounkov, 1969년 6월 26일 ~ )는 러시아의 수학자이다. 2006년 필즈상을 수상하였고 컬럼비아 대학교의 수학과 교수이다.
2006년 스페인 마드리드에서 있었던 세계 수학자 대회에서 그의 대수기하학과 고전 통계 역학을 포함한 많은 부분에 대한 업적에 대한 공로로 필즈상을 수상하였다. 모스크바 대학교에서 1995년 알렉산드르 키릴로프의 지도아래에서 박사학위를 취득하였으며, 시카고 대학교와 캘리포니아 대학교 버클리 등에서 재직했다. 2002년부터 2010년까지 프린스턴 대학교의 교수였고 2010년부터 컬럼비아 대학교의 교수이다.

## 참고 문헌
- O’Connor, John J.; Robertson, Edmund F. (2011년 3월). “안드레이 오쿤코프”. 《MacTutor History of Mathematics Archive》 (영어). 세인트앤드루스 대학교.
- “안드레이 오쿤코프”. 《수학 계보 프로젝트》 (영어). 미국 수학회.